# كأس الأمير 1971–72
أقيمت قرعة بطولة كأس الأمير في موسم 1971/1972 على الشكل التالي :

## الدور التمهيدي
- نادي التضامن الكويتي (4) × نادي الشهداء (1)
- نادي السالمية (1) × نادي الفحيحيل (0)
- نادي كاظمة (3) × نادي خيطان (0)
- نادي اليرموك (3) × نادي الشباب الكويتي (2)

## الدور الربع نهائي
- نادي العربي الكويتي (3) × نادي التضامن الكويتي (0)
- نادي كاظمة (4) × نادي النصر الكويتي (2)
- نادي القادسية الكويتي (4) × نادي اليرموك (1)
- نادي السالمية (1) × نادي الكويت (0)

## الدور قبل النهائي
- نادي العربي الكويتي (1) × نادي كاظمة (0)
- نادي القادسية الكويتي (2) × نادي السالمية (0)

## النهائي
- نادي القادسية الكويتي (2) × نادي العربي الكويتي (1)

سجل أهداف القادسية :
- جاسم يعقوب
- عبد الله العوضي

سجل هدف العربي :
- اسحق مرتضى

## مقتطفات من البطولة
- كانت المباراة تاريخية لأن الفائز سيمتلك الكأس إلى الأبد حيث فاز كلا الفريقان بالكأس ثلاثة مرات متفرقة سابقا.
- بلغ عدد أهداف البطولة 35 هدف من 11 مباراة.
- أكثر المباريات تسجيلا للأهداف هي مباراة نادي كاظمة ونادي النصر الكويتي والتي انتهت 4-2 لصالح نادي كاظمة وسجل أهداف كاظمة أحمد عبد الرحمن هدفين وطارق أمين ويوسف عيسى وسجل أهداف النصر محمد السبتي.
- أكثر الفرق تسجيلا للأهداف هو نادي القادسية الكويتي برصيد 8 أهداف.
- نادي الفحيحيل هو النادي الوحيد الذي لم يسجل أي هدف.
- هداف البطولة كان جاسم يعقوب بخمسة أهداف من ثلاثة مباريات وأتى بعده أحمد عبد الرحمن لاعب نادي كاظمة بثلاثة أهداف وحمد بوحمد (القادسية) وبدر ناصر (التضامن) وفايز مرزوق (اليرموك) واسحق مرتضى (العربي) وسعد فرحان (اليرموك) ومحمد السبتي (النصر) هدفين.